# Colégio São Luís
O Colégio São Luís é uma instituição de ensino privado jesuíta, localizada na cidade de São Paulo. É o segundo colégio jesuíta fundado no Brasil após o retorno da Ordem ao Brasil, expulsa que fora pelo marquês de Pombal no reinado de Dom José I de Portugal. Atualmente, o colégio conta com ensino integral e educação infantil, fundamental I e II, bem como ensino médio.

## História
Foi fundado por padres jesuítas no município paulista de Itu, em 1867, onde hoje ocupa o 2.º Grupo de Artilharia de Campanha Leve. Ainda em Itu, foi visitado por D. Pedro II. Em 1917, sua sede foi transferida para a capital paulista, mais precisamente na Avenida Paulista, onde ainda se preserva a Paróquia São Luís Gonzaga.
Em dezembro de 2019, foi inaugurada a nova sede do Colégio na Av. Dr. Dante Pazzanese, 295.

## Ex-alunos
Dentre os ex-alunos notórios do colégio, pode-se destacar:
- Abilio Diniz (Empresário)
- Altino Arantes (Presidente da Província de São Paulo)
- Antônio Junqueira de Azevedo (Professor Titular de Direito Civil da Faculdade de Direito da USP e Ex-Diretor da Faculdade de Direito da USP)
- Antony Curti, escritor e comentarista da ESPN Brasil.
- Amyr Klink[2]
- Ayrton Senna[2]
- Caio Prado Júnior
- Clóvis de Barros Filho [3](jornalista e professor)
- Débora Peres Menezes (primeira mulher eleita presidente da Sociedade Brasileira de Física)
- Eduardo Matarazzo Suplicy[2]
- Fernando Capez[4] (Promotor de Justiça e Ex-Presidente da Assembleia Legislativa do Estado de São Paulo)
- Guilherme Afif Domingos
- Horácio Lafer Piva[2] (ex-presidente da Fiesp)
- João Paulo Pacífico (Filantropo e CEO do Grupo Gaia)[5]
- Luiz Gonzaga Belluzzo[6]
- Manoel Gonçalves Ferreira Filho (Professor Titular de Direito Constitucional da Faculdade de Direito da USP, Ex-Diretor da Faculdade de Direito da USP e Ex-Secretário de Justiça do Estado de São Paulo)
- Maria Fernanda Cândido[2]
- Mário Bernardo Garnero, era dono da empresa falida Nec Brasil.
- Paulo Maluf[2] (ex-governador e prefeito de São Paulo)
- Plinio Correa de Oliveira[2](líder intelectual católico)